# Kostel Proměnění Páně (Špania Dolina)
Kostel Proměnění Páně je římskokatolický kostel, symbol Španiej Doliny.
Na jeho místě stála v minulosti románská kaple. Kostel Proměnění Páně byl vysvěcen v roce 1254 a v roce 1593 přestavěn ze starší románské stavby do gotického slohu, následně byl rozšiřován a upravován až do dnešní podoby.
V interiéru kostela se zachovaly malby od J. Hanuly a zařízení ze 17. až 18. století. Varhany jsou z poloviny 18. století od banskobystrického varhanáře, mistra Podkonického. V jižní kapli se nachází portál z roku 1593. Hlavní oltář je v barokním stylu a pochází z let 1720 - 1730.